# Тимочки партизански батаљон
Тимочки партизански батаљон састава три чете, основан је 17. јуна 1943. на обронцима јужног Кучаја, више села Криви Вир. Стварање батаљона био је за Тимочку крајину један од најкрупнијих војних и политичких догађаја на овом простору од почетка Другог светског рата.

## Предуслови
У време великих битака главнине Народноослободилачке војске Југославије на Неретви и Сутјесци, јача народноослободилачка борба и у Србији. Стварају се нови батаљони, одреди, а од јесени 1943. и бригаде.  Народноослободилачки покрет није се ширио и није се развијао равномерно у свим деловима источне Србије. Све је зависило од могућности свесних покретачких снага. И поред различитих објективних услова у појединим деловима овога подручја, пресудну улогу у развоју покрета играла је жива и свесна револуционарна снага Партије. Стварањем разних организација и укључивањем знатног броја сарадника, Партија је вршила широк утицај у селима, градовима и рудницима.
После друге ратне зиме, након многобројних успешних окршаја и претрпљених удара, ушло се у 1943. годину. Партизанске јединице са ове територије стекле су на свом тешком борбеном путу већ доста искуства. Партијска и скојевска организација представљале су снагу коју непријатељ није могао сломити. Непријатељ није успео да терором измени расположење народа, иако је повећао своје оружане јединице и учестао с нападима. То расположење носило је у себи нове могућности за даље ширење народноослободилачке борбе, што је било одраз стања и у читавој земљи. Оцењујући нове могућности за шири развој устанка у овом делу Србије, Покрајински комитет је у мају 1943. послао свог члана Недељка Караичића-Брку са задатком да се мобилишу све расположиве снаге.
Почетком лета 1943. године, после спајања свих партизанских јединица у Тимочкој крајини и стварања Тимочког батаљона, настаје снажни заокрет у даљем развоју народноослободилачке борбе у овом крају Србије, што је резултовало и на знатан прилив нових бораца и омасовљење јединица. 
Крајем лета 1943. образован је Зајечарски партизански одред са два батаљона, а мало касније основан је и Трећи батаљон. Прикључивањем Зајечарском одреду и Четвртог, Озренског (Нишког), батаљона почетком зиме 1944, практично је остварена замисао о брзом стварању читаве бригаде НОВЈ на простору Источне Србије.

## Оснивање и структура батаљона
Петнаестог јуна 1943. основан је Тимочки партизански батаљон формиран је од три чете. Наредба о оснивању Тимочког батаљона прочитана је 17. јуна 1943. пред постројеним борцима из Тимочке крајине и партизанима Јастребачке чете. Стварање батаљона НОВЈ био је за Тимочку крајину један од дотле најкрупнијих војних и политичких догађаја. Постројеним борцима из Тимочке крајине и партизанима Јастребачке чете прочитана је наредба о стварању батаљона, а затим је делегат ПК КПЈ за Србију  Недељко Караичић, честитајући им овај значајан догађај, говорио о даљим војним задацима и пожелео успехе у борби.

### Штаб батаљона
Састав штаба батаљона чинили су следећи партизани:
- Командант батаљона постао је Миодраг Новаковић-Џуџа,
- Политички комесар Василије Ђуровић-Ђока, а његов заменик Бранко Поповић-Станко,
- Заменик команданта Божа Кораћ-Аца,
- Начелник штаба Војислав Јеленковић-Божа,
- Партијски руководилац одреда Хранислав Динић, а његов заменик Драгоман Радојичић-Стамболија.

Оволики број заменика изабран је са разлогом, како би приликом одласка Јастрепчана на њихов терен нови штаб батаљона одмах могао да функционише.

### Јединице
Прва чета
У првој чети, у којој су претежно били распоређени борци са Јастрепца, на њеном челу су били, командир Славољуб Вуксановић, политички комесар Света Савковић и помоћником комесара Милош Станимировић. 
Чета је имала око 30 бораца, партијску ћелију са 10, и скојевски актив са 18 чланова. 
Друга чета
Друга чета је имала око 35 бораца, партијску ћелију са 10 до 12 чланова и актив СКОЈ-а са 18 омладинаца. Командир друге чете био је Крста Радивојевић, комесар Мирко Петровић а заменик комесара Мирко Бабић. 
Трећа чета
Трећа чета је имала је око 30 бораца, партијску ћелију са 12, и актив СКОЈ-а са око 16 чланова. За командира је постављен Радомир Јовановић, политичког комесара Драгољуб Стевановић, а заменика комесара Чедомир Вељковић.

## Борбена дејства
Прва борбена дејства
Своје ратне активности батаљон је започео после мањих сукоба са околним четничким јединицама (19. јуна разбијена је код Радованске реке Бољевачка четничка бригада, а њен командант рањен). У исто време блокирани су четници у Боговинској пећини.
Борбе за Сењски Рудник
Батаљон је потом кренуо у правцу Сењског Рудника угља са задатком да поруши рудник, дрвну жичару Троглан Баре — Сењски Рудник и електричну централу, и тако омогући долазак у јединицу шумских и рударских радника из тога краја, и смањи извоз угља, како би се што мање угља ставило на расположење окупатору.
Међутим сазнавши да се у рејону Беле воде — Кучајске планине налази већа партизанска јединица, квислинзи су затражили помоћ непријатељских снага из Параћина, Ћуприје, Алексинца, Књажевца, Зајечара, Бора и Бољевца. Уочивши ове снаге на Брезовици, пред Троглан Баром, на путу ка Сењском Руднику, 22. јуна око 19 часова увече извидница батаљона припуцала је на једну непријатељску патролу, претходницу осталих снага, а када се она повукла, заноћила је дубоко у шуми. 
Двадесет трећег јуна, рано ујутро, док је дељен доручак, изненадио их је напад великог одреда СДС, што је приморало људство батаљона да одмах изврши снажан противудар. Уз јаку пушчану и пушкомитраљеску ватрупот пуно је разбијена ова жандармеријска јединица, која се у бекству повлачила ка селу Мутници. Остале, тек прикупљене, непријатељске снаге избегле су сукоб са батаљоном који је морао одустати од планираног изненадног напада на Сењски рудник. Батаљон је у борби изгубио 3 борца. поверенства КП). 
Борба за рудник угља Боговина
Нов напад Тимочки батаљон извршио је у ноћи између 1. и 2. јула 1943. године. Циљ је био рудник угља Боговина. Обезбеђење рудника, већ при првим пуцњима врло брзо се разбежало, тако да су постројења порушена без тешкоћа. Потпуно су уништене све прилазне пруге руднику, мотори за избацивање воде из јаме и лифтови за улаз и излаз из окна.
Акције саботаже жетве жита
У рејону Тимока десет дана је батаљон систематски уништавао вршалице за жито, под паролом : „Ни зрна жита окупатору!". Само у времену од 16. до 30. јула 1943. године, евидентирано је око 30 напада на вршалице у рејону Књажевац—Зајечар. 
У Крајини је у исто време, половином јула 1943, на иницијативу чланова ОК КПЈ и тамошњих партијских радника, почела масовна акција одбране жетве од квислинга под геслом „Дању жањи — ноћу врши", „Свако зрно окупатору — пушчано је зрно народу".
Упад 
Борба за Књажевац 9. августа 1943. године.

у долину Тимока. по наређењу штаба треболо је извести велик акцију како би се истакла снага народноослободилачке војске у овоме крају. 
У ноћи између 8. и 9. августа батаљон је дошао надомак среског центра Књажевца. Град је тада бранио цео батаљон Бугара, чета недићеваца и једна мања немачка јединица. У центру вароши било је склоњено око 40 вршалица, јер је у селима вршидба била готово онемогућена. Група бораца кренула је опрезно, у девет часова увече, ка електричној централи са задатком да је уништи. Остали, главнина батаљона, убрзо су затим, у јуришу, ушли у центар вароши до вршалица и Среског начелства.

## Реорганизација батаљона у одред
На јесен 1943. године у састав Зајечарског партизански одред „Миленко Брковић Црни" ушао је Тимочки партизански батаљон, након успешних борбених дејства, и значајног увећањае бројно доста увећан, јер су сазрел услови за укрупњавањем јединица. То је резултовало стварање и другог батаљона НОВЈ у овом крају. 
Одлуком ОК КПЈ 6. октобра 1943. године образован је Зајечарски партизански одред „Миленко Брковић Црни", а у штаб одреда ушао је цео штаб дотадашњег батаљона: 
- командант — Василије Ђуровић,
- начелник штаба — Воја Јеленковић,
- политички комесар — Илија Дујкић,
- заменик комесара — Паун Путојић.
- Командант Првог батаљона, постао је Божо Вуколић, кога је, пошто је био рањен, одмах заменио Јован Кецман. Политички комесар био је Мирко Петровић, а партијски руководилац Мирко Бабић. Бројно стање Првог батаљона износило је око 80 бораца. Батаљон је дејствовао у реону Зајечар-Вршка Чука-Гамзигард
- Командант Другог батаљона остао је Петар Т. Васиљевић, за политичког комесара је постављен Сретен Цвијић, а за партијског руководиоца Душан Глигоријевић. Други батаљон који је имао јбројно стање око 60 бораца, дејствовао у реону Бор-Злот-Подгорац-Боговина-Бољевац.